# Spyro the Dragon
A Spyro the Dragon széria népszerű videójáték-sorozat, ami elsősorban Spyro-ra, a sárkányra és Sparx-ra, a szitakötőre fókuszál. A sorozat 1998-as bemutatása óta átesett egy teljes újraindításon, amit a The Legend of Spyro névre keresztelt trilógia. A Spyro the Dragon sorozat világszerte több, mint 20 millió eladott példánnyal van jegyezve.

## Játékok

### Eredeti PlayStation trilógia (1998-2000)
A Spyro the Dragon először Észak-Amerikában jelent meg 1998. szeptember 10-én a PlayStationre. Európában ezen év októberében, Ausztráliában novemberben, Japánban pedig 1999 áprilisában került forgalomba. Ez egy platofmer játék, ami a játékost Spyro, egy kis lila sárkány bőrébe bújtatja, akinek az a feladata, hogy kiszabadítsa fogságba esett társait. A játék Spyro és a főellenség, Gnasty Gnorc összecsapásával ér véget. Többnyire pozitív kritikákkal díjazták.
A második rész, a Spyro 2: Gateway to Glimmer 1999-ben jelent meg.
A harmadik rész, a Spyro: Year of the Dragon 2000-ben jelent meg.

### The Legend of Spyro trilógia (2006-2008)
A The Legend of Spyro trilógia három részből áll.
A trilógia első része, a The Legend of Spyro: A New Beginning 2006-ban jelent meg PlayStation 2-re, Xbox-ra és GameCube-ra. A Krome Studios fejlesztette. A játék Spyro eredetét meséli el. Mint lila sárkány, különleges sors vár rá, ugyanis csak tíz évente egy példány születik.
A második rész, a The Legend of Spyro: The Eternal Night 2007-es videójáték PlayStation 2-re, Xbox-ra, illetve Wii-re jelent meg. Ez a rész nem örvendett olyan nagy népszerűségnek, mert túl clichének találták a témáját.
A harmadik és egyben befejező rész, a The Legend of Spyro: Dawn of the Dragon 2008-as videójáték PlayStation 2-re, PlayStation 3-ra, Wii-re valamint Xbox 360-ra jelent meg, melyet az Étranges Libellules fejlesztett.

## Bevezető
Egyszer, a sárkányok világában, születik egy tojás, mely egy lila sárkány tojás volt. A Lila sárkányok 10 évenként születnek, ez az év eljött. A jóslások szerint, csak a lila sárkányok tudják megváltoztatni a sorsot. A sárkánytemplomban, Ignitus a vörös tűzsárkány nézi a tojást. Malefor a gonosz lila sárkány megtámadja a templomot Ignitus viszont megmenti a kis lila tojást. Elrepül a folyóhoz és egy gombafejbe vízreteszi a legjobbakat remélve...

## Történet
A tojás, amit vízre tettek, épp a szitakötők odújánál állt meg. Azon a napon kelt ki Spyro a lila sárkány és Sparx a szitakötő. Spyro és Sparx olyanok voltak mint két testvér. Egy nap, mikor megtámadták őket Spyro felfedezte, hogy tud tüzet fújni. Mivel Spyro még nem látott sárkányt azt mondta, hogy ő nem szitakötő és el kell mennie megkeresni a saját fajtáját. Sparx elhatározta, hogy követi. Sok kaland és harc után Spyro megtalálja Ignitust, aki megmentette az életét. Ignitus elmesélte Spyro-nak, hogy a sötét sereg nyert és elfoglalta a templomot s azt is, hogy a vezetőjük egy sárkány Cynder. Spyro megkérte Ignitust, hogy vezesse a templomhoz, ő majd kikergeti őket a templomból. Ignitus beleegyezett. Megtanította neki a tűz erejét. Spyro kiszabadította Cyrill-t Terrador-t és Volteer-t. Megtudta, hogy egy kristályba van zárva a három mester ereje. Kiderült, hogy Cynder csak egy eszköz a sötét mester kezében s, hogy Cynder egy fészekaljból származik Spyro-val. Mikor Spyro mindenkit kiszabadított Cynder rátámadt. Ignitus viszont közbeszólt de sajnos őt és erejét is elrabolták. Ha Cynder-nek sikerül elvinnie a kristályt a Sötétmesterhez Malefor kiszabadul. Ignitus attól fél, hogy már mindennek vége, de Spyro Cynder után ment és utolsó erejével legyőzte Cyndert. Mikor legyőzte, a sötét mester hatalma leszállt róla és visszanyerte igazi formáját: egy fiatal sárkányt, ami épp akkora volt mint Spyro. Mivel ez a sötét mester birodalmában volt lassan kezdett szétesni. Sparx javasolta, hogy menjenek el gyorsan, de Spyro nem akarta otthagyni Cynder-t. Végül sikerült megmenekülnie és megmentette Cynder-t is. De ez a küzdelem többe került Spyronak, elvesztette mind a négy erejét. Végül Spyro és Cynder is abban a véleményben voltak, hogy a sötét mester még él és a harc még nem ért véget.
Spyro elalszik, s közben cynder elmegy. Mikor Spyro felébred elmeséli ezt neki Sparx. Spyro követi és mikor utoléri kéri, hogy maradjon, mert érez valamit iránta. Cynder nem akarja megbántani, elmegy. Eközben megkapja az elveszett tűz erejét és a templomot megtámadják a majmok csapatai. Mikor Spyro visszaveri a támadást Ignitus megkéri Spyro-t, hogy kutasson fel egy fát, amit a látomásában látott. Elmegy megtalálni a fát de eközben keres egy sárkányt is Chronicler-t. Megkapja a jég erejét de elfogják a kalózok. Legyőzi az ellenséget és megtudja, hogy a majmoknak van egy főhadiszállásuk a Malefor hegyen, és hogy az örök sötétség sugarával akarják kiszabadítani a sötét mestert. Cynder-t pedig fogva tartják, hogy ismét maguk mellé állítsák. Mikor Spyro megszökik a kalózoktól megkapja a föld erőt is. Miközben a tenger felett repül, elájul és a vízbe zuhan. Szerencsére túléli, mert egy nagy teknős kiviszi a partra. Spyro találkozik Chronicler-el, aki elmeséli neki, hogy a sötét mester volt az első Lilasárkány és ereje hamar megnőtt és az összes elem mesterévé vált. Egyre csak erősebbé vált ezért az Elder-ek bezárták. Sajnos előbb alattvalókat toborzott. Chronicler azt akarta, hogy Spyro bújjon el de ő Cynder segítségére indult. Mikor odaért a hegyre a majomkirály Gaul megparancsolta Cynder-nek, hogy támadjon Spyro-ra de ő inkább Gaul-ra támadott. Miközben Cynder és Gaul harcol Spyro beleesik a lila sugárba és sötét Spyro lesz. Cynder felkel és kilöki Spyro-t a sugárból de már túl késő és Malefor kiszabadul. Spyro nagy erejétől lassan darabokra hullik a hegy, ezzel csapdába ejtve Spyro-t, Cynder-t és Sparx-ot. Spyro rádöbben, hogy már csak egy esélyük van. Ha befagyasztja magukat...
3 év múlva a kristály kitör. A Golem Spyro-ra és Cynder-re támad, azonban Hunter megmenti őket. Hunter elmeséli, hogy Spyro nemtért vissza a sárkánytemplomba és Ignitus Hunter-t küldte utánuk. Mikor kiszabadultak a katakombákból elindultak a sárkányváros felé, hogy visszajussanak Ignitus-hoz. Mikor odaérnek a sötét sereg épp megtámadja a sárkányvárost. A Golem is támadott, de Spyro és Cynder megállították. Mikor a szörnyből kiesett a kristály Malefor elmondta, hogy megteremtette a "pusztítót" és ha a főhadiszállása alatti vulkánba mászik vége a világnak. Elmennek a földalatti járatok alatt és kitörik a gátat, hogy megállítsák ezzel a pusztítót. Mikor megáll Spyro és Cynder széttöri a kristályszívét. A pusztító új erőt kap a sötét mestertől és továbbindul. Spyro nem tudja mitévők legyenek. Végül Spyro, Cynder és Ignitus az égő földekre indulnak, de sajnos ezt már Ignitus nem éli túl. Spyro sötét Spyro-vá alakul és utána akar menni a tűzbe, de Cynder leállítja. Átmennek az égő földeken és a lebegő szigetekhez érnek, ahol Malefor főhadiszállása van. Mikor felérnek az utolsó szigetre, Malefor szigetére, Cynder-en valamiért eluralkodik a félelem. Malefor elmeséli, hogy a szörnyei azért kötötték őket össze, hogy Cynder csapdába vezesse és, hogy Cynder elárulta őt. Cynder tagadta és Spyro nemtudta elhinni. Cynder magyarázkodott, de a sötét mester kihozta belőle a gonoszt és sötét Cynder lett. Cynder ütötte Spyrot és kérte, hogy üssön vissza de Spyro nem hallgatott rá így Cynderről leszállt a sötétség. Malefor és Spyroék harcolni kezdtek. Időközben a pusztító beért a vulkánba és a világ kezdett darabjaira hullani. Spyroék beleestek a vulkánba és Malefort behúzták a sárkányszellemek a kristályba. Spyro mondta Cyndernek, hogy meneküljön, de Cynder nem akart menni. Csak annyit mondott:Szeretlek. Spyro a Lilasárkány erejével összerakta a földet. Chronicler pedig Ignitusra ruházta az erejét és feladatát, így a tűz sárkánya az idő sárkánya lett, élhetett. Ignitus azt látta a látomásában, hogy Spyro és Cynder vidáman repkednek a mező fölött.

## A sorozat darabjai

### Eredeti sorozat
- Spyro the Dragon (1998 – PlayStation, PlayStation Network)
- Spyro 2: Gateway to Glimmer (1999 – PlayStation, PlayStation Network)
- Spyro: Year of the Dragon (2000 – PlayStation, PlayStation Network)
- Spyro: Enter the Dragonfly (2002 – PlayStation 2, GameCube)
- Spyro: A Hero's Tail (2004 – PlayStation 2, Xbox, GameCube)
- Spyro: Shadow Legacy (2005 – Nintendo DS)
- Spyro Reignited Trilogy (2018 - PlayStation 4, Xbox One, Nintendo Switch, Microsoft Windows)

### The Legend of Spyro sorozat
- The Legend of Spyro: A New Beginning (2006 – PlayStation 2, Xbox, GameCube, Nintendo DS, GBA)
- The Legend of Spyro: The Eternal Night (2007- PlayStation 2, GBA, Wii, Nintendo DS)
- The Legend of Spyro: Dawn of Dragon (2008 – PlayStation 2, PlayStation 3, Xbox 360, Wii, Nintendo DS )

### Spin-off részek
- Spyro: Season of Ice (2001 – Game Boy Advance)
- Spyro 2: Season of Flame (2002 – Game Boy Advance)
- Spyro: Adventure (2003 – Game Boy Advance)
- Spyro Fusion (2004 – Game Boy Advance)
- Spyro: Ripto Quest (2004 – Java ME)
- Skylanders: Spyro’s Adventure (2011 - OS X, Microsoft Windows, Nintendo 3DS, PlayStation 3, Wii, Xbox 360)